# Shakespeare nella cinematografia
Le opere di William Shakespeare sono state rappresentate moltissimo anche sul grande schermo, sia in forma integrale sia come adattamenti. Le sue storie si sono rivelate nei secoli sempre attuali, sia che si parli d'amore o del potere, delle guerre inutili o della condizione esistenziale dell'uomo. Come nel teatro la ricerca di nuove forme espressive ha portato a regie originali e attualizzate, così nel cinema Shakespeare è stato riscritto, ambientato in ogni possibile epoca storica, sezionato e riproposto in forme diverse. Tuttavia, ci sono state grandi opere cinematografiche in cui le commedie o le tragedie sono presentate in una forma fedele all'originale, spesso riscuotendo un successo analogo.

## Trasposizioni e adattamenti cinematografici

### Le allegre comari di Windsor
- The Merry Wives of Windsor

Regia di Francis Boggs
Interpreti: Kathlyn Williams (signora Ford); Margarita Fischer (signora Page)
USA 1910
- Die lustigen Weiber von Windsor

regia di William Wauer
interpreti: Gretl Basch, Jacques Bilk, Robert Blass
Germania, 1918
- Le allegre comari di Windsor (Die Lustigen Weiber)

Regia di C. Hoffman
Interpreti: Leo Slezak (Falstaff); Magda Schneider (Viola Evans)
Germania, 1935
- Die lustigen Weiber von Windsor

regia di Georg Wildhagen
Interpreti: Sonja Ziemann, Rita Streich, Camilla Spira, Martha Mödl, Paul Esser
Germania Est, 1950
- Falstaff (Campanadas de medianoche - Chimes at midnight)

Tratto da Riccardo II, Enrico IV (parte I e II), Enrico V, Le allegre comari di Windsor
Regia di Orson Welles
Interpreti: Orson Welles (Falstaff), Keith Baxter (Hal), John Gielgud (Enrico IV), Jeanne Moreau (Doll Tearsheet), Margaret Rutherford (Madama Quickly), Marina Vlady (Kate Percy), Walter Chiari (Silenzio), Fernando Rey (Worchester).
Spagna/Svizzera, 1965; durata: 119'
- The Merry Wives of Windsor

Regia di Christopher Luscombe
Interpreti: Christopher Benjamin (sir John Falstaff)
UK 2011

### Amleto
Amleto è di gran lunga l'opera shakespeariana che è stata rappresentata al cinema con maggior frequenza e successo. Tra le interpretazioni femminili, fecero scalpore quella di Sarah Bernhardt nel film del 1900, e la prova d'attrice della danese Asta Nielsen nella pellicola del 1921. Il più apprezzato interprete delle tragedie di Shakespeare al cinema del secondo dopoguerra, il barone al merito Laurence Olivier, si cimentò con Amleto nel 1948. In Italia è il giovane Vittorio Gassman a presentare la pellicola italiana più nota dell'epoca sugli intrighi di Elsinore.

Luigi Vannucchi nei panni di Laerte e Memo Benassi in una scena di Amleto (1955)

Negli ultimi decenni, hanno impersonato con grande successo Amleto sullo schermo tra gli altri i due baronetti del teatro britannico sir John Gielgud e sir Ian McKellen, Mel Gibson, Kenneth Branagh, Ethan Hawke.
Di seguito sono elencati alcune tra le centinaia di pellicole ispirate alla tragedia shakespeariana.
- Amleto (Le duel d'Hamlet)

Regia di Clément Maurice
Interpreti: Sarah Bernhardt (Amleto), Pierre Magnier (Laerte).
Francia, 1900
- Amleto (Hamlet)

Regia di Georges Méliès
Formato: B.N., muto, proiezioni animate. Durata: 10'.
Francia, 1907. (probabilmente perduto)
- Amleto

Regia di Mario Caserini
Italia, 1908
- Amleto

Regia di Luca Comerio
Italia, 1908
- Hamlet

Regia di Henri Desfontaines
Francia, 1908
- Amleto

Regia di Mario Caserini
Italia, 1910
- Hamlet

Regia di August Blom
Danimarca, 1911
- Hamlet

Regia di Charles Raymond
Gran Bretagna, 1912
- Hamlet

Regia di Hay Plumb
Interpreti: Johnston Forbes-Robertson (Amleto), Gertrude Elliot (Ofelia), Walter Ringham (Claudio)
UK, 1913
- Amleto

Regia di Arturo Ambrosio
Italia, 1914
- Hamlet

Regia di W.P. Kellino
Regno Unito, 1915
- Amleto

Regia di Eleuterio Rodolfi.
Interpreti: Ruggero Ruggeri (Amleto), Enrico Gemelli (Claudio), Mercedes Brignone (Gertrude).
Italia, 1917
- Amleto (Hamlet)

regia e scenografia Svend Gade;
interpreti Asta Nielsen (Amleto)
Germania, 1921; durata: 110'
- Amleto (Hamlet)

regia Laurence Olivier;
interpreti Laurence Olivier (Amleto), Jean Simmons (Ofelia)
GB, 1948, durata: 155';
Leone d'oro; 4 Premi Oscar
- Hamlet

Regia di Kishore Sahu
Interpreti: Venus Banerji (Amleto), Mala Sinha (Ofelia)
India, 1954
- Amleto

Regia di C. Fino (regia teatrale di Vittorio Gassman)
Interpreti: Memo Benassi (Claudio), Vittorio Gassman (Amleto), Andrea Bosic (Fortebraccio), Luigi Vannucchi (Laerte), Mario Maranzana (Rosencrantz), Carlo Alighiero (Guildenstern), Elena Zareschi (Gertrude), Anna Maria Ferrero (Ofelia).
Italia, 1955
- Amleto (Hamlet)

Regia di Franz Peter Wirth
Interpreti: Maximilian Schell (Amleto).
RFT, 1960
- Amleto (Hamlet)

Regia di B. Colleran (regia teatrale John Gielgud)
Interpreti: Richard Burton (Amleto), Hume Cronin (Polonio), John Gielgud (il fantasma).
USA, 1964
- Amleto (Gamlet)

regia e sceneggiatura Grigorij M. Kozintsev,
musica Dmitrij Šostakovič,
soggetto dall'Amleto (Shakespeare) (tradotto da Boris Pasternak)
interpreti Innokentij Smoktunovskij (doppiato nella versione italiana da Enrico Maria Salerno), Anastasja Vertinskaja.
URSS, 1964; durata: 150'; Mostra internazionale d'arte cinematografica di Venezia 1964: Leone d'argento - Gran premio della giuria
- Hamlet at Elsinore

Regia di Philip Saville
Interpreti: Christopher Plummer (Amleto), Robert Shaw (Claudio), Michael Caine (Orazio), Donald Sutherland (Fortebraccio), Jo Maxwell Muller (Ofelia), Steven Berkoff (Luciano), Lindsay Kemp.
GB-Danimarca, 1964
- Amleto (Hamlet)

Regia di Tony Richardson
Interpreti: Nicol Williamson (Amleto), Anthony Hopkins (Claudio), Judy Parfitt (Gertrude), Marianne Faithfull (Ofelia).
GB, 1969
- Amleto (Hamlet)

Regia di David Giles
Interpreti Faith Brook (Gertrude) Susan Fleetwood (Ophelia) Ian McKellen (Amleto) John Woodvine (Claudio)
GB-USA, 1972
- Un Amleto di meno

regia, costumi e scelta delle musiche Carmelo Bene, sceneggiatura Carmelo Bene
liberamente tratta da Hamlet ou les suites de la pitié filiale di Jules Laforgue;:interpreti Carmelo Bene (Amleto), Isabella Russo (Ofelia), Lydia Mancinelli (Kate)
Italia, 1973, col.; durata: 70'
- Amleto

Regia di Celestino Coronado
1976
- Amleto si mette in affari - (Hamlet liike-maailmassa)

Regia di Aki Kaurismäki
Interpreti: Pirkka-Pekka Petelius (Amleto), Kati Outinen (Ofelia), Esko Salminen (Klaus), Elina Salo (Gertrude).
Finlandia, 1987
- Amleto (Hamlet)

regia Franco Zeffirelli,
musica Ennio Morricone;
interpreti Mel Gibson (Amleto), Glenn Close (Gertrude), Alan Bates (Claudio), Paul Scofield (il fantasma del padre), Helena Bonham Carter (Ofelia), Michael Maloney (Rosencrantz).
USA, 1990, col.; durata: 134'
- Rosencrantz e Guildenstern sono morti (Rosencrantz and Guildenstern Are Dead)

regia Tom Stoppard,
sceneggiatura Tom Stoppard, dalla sua omonima commedia;
interpreti Gary Oldman, Tim Roth
GB, 1990, col.; durata: 118'
- Nel bel mezzo di un gelido inverno (In the Bleak Midwinter)

regia e sceneggiatura Kenneth Branagh;
interpreti Michael Maloney, Richard Briers
GB, 1995; durata: 100'
- Hamlet

regia e adattamento Kenneth Branagh
interpreti Kenneth Branagh (Amleto), Derek Jacobi (Claudio), Julie Christie (Gertrude) Kate Winslet (Ofelia), Richard Briers (Polonio), Gérard Depardieu (Rinaldo) Jack Lemmon (Marcello), Charlton Heston Judi Dench, John Gielgud, Robin Williams (Osrico)
USA/GB, 1996, col.; durata: 242'
- Hamlet 2000

regia Michael Almereyda
interpreti Ethan Hawke (Amleto), Kyle MacLachlan (Claudio), Sam Shepard (il fantasma del padre), Diane Venora (Gertrude), Julia Stiles (Ofelia), Karl Geary (Orazio)
USA, 2000, col.; durata: 123'
- La tragedia di Amleto (The Tragedy of Hamlet) (TV)

regia di Peter Brook
interpreti Adrian Lester (Amleto), Natasha Parry (Gertrude), Bruce Myers (Polonio), Scott Handy, Jeffery Kissoon, Yoshi Oida (Attore che impersona il re)
Francia, 2002, 134 min
- Hamlet

regia Gregory Doran
interpreti David Tennant (Amleto), Patrick Stewart (Claudio / fantasma di Re Amleto), Penny Downie (Gertrude), Mariah Gale (Ofelia), Peter de Jersey (Orazio), Edward Bennett (Laerte), Oliver Ford Davies (Polonio);
USA/GB, 2009, col.; durata: 180'

### Antonio e Cleopatra
- Antony and Cleopatra

regia di J. Stuart Blackton e Charles Kent
Interpreti: Florence Lawrence (Cleopatra), Maurice Costello (Marco Antonio)
USA (1908)
- Marcantonio e Cleopatra

regia di Enrico Guazzoni
Interpreti: Gianna Terribili Gonzalez (Cleopatra), Amleto Novelli (Marco Antonio)
Italia (1913)
- All'ombra delle piramidi (Antony and Cleopatra)

Regia di Charlton Heston
Interpreti: Charlton Heston (Marco Antonio), Hildegard Neil (Cleopatra), Eric Porter, Fernando Rey, John Castle
Svizzera-Spagna-GB, 1972
- Cleopatra

Regia di Joseph L. Mankiewicz
Interpreti: Elizabeth Taylor (Cleopatra), Richard Burton (Marco Antonio), Rex Harrison (Giulio Cesare), Roddy McDowall (Ottaviano).
USA, 1963
- Antonio e Cleopatra (Antony and Cleopatra)

Regia di John Scoffield (regia teatrale T. Nunn, B. Goodbody, E. Smith)
Interpreti: Richard Jonson (Marco Antonio), Janet Suzman (Cleopatra), Patrick Stewart (Enobarbo), :Corin Redgrave (Ottaviano)
GB, 1974
- Antonio e Cleopatra

Regia di Joe D'Amato
interpreti Olivia Del Rio (Cleopatra), Hakan Serbes (Antonio)
Italia 1996, film pornografico.

### La bisbetica domata
- La bisbetica domata

Regia di Azeglio Pineschi e Lamberto Pineschi
Italia (1908)
- La bisbetica domata (The Taming of the Shrew)

Regia di David Wark Griffith
Interpreti: Florence Lawrence (Caterina), Arthur V. Johnson (Petruccio).
USA, 1908
- La bisbetica domata

Regia di Arrigo Frusta
Interpreti: Gigetta Morano, Eleuterio Rodolfi
Italia (1913)
- La bisbetica domata (The Taming of the Shrew)

Regia di Sam Taylor
Interpreti: Mary Pickford (Caterina), Douglas Fairbanks (Petruccio), Edwin Maxwell (Battista).
USA, 1929
- La bisbetica domata

Regia di Ferdinando Maria Poggioli
Interpreti: Lilia Silvi (Caterina), Amedeo Nazzari (Petruccio), Paolo Stoppa (Righetto), Lauro Gazzolo (Battista).
Italia, 1942
- Baciami Kate! (Kiss Me Kate) dal musical omonimo ispirato a (The Taming of the Shrew)

Regia di George Sidney
USA, 1953
Interpreti: Howard Keel (Fred), Kathryn Grayson (Lilli), Ann Miller (Bianca)
- La bisbetica domata (The Taming of the Shrew)

Regia di George Schaefer
USA, 1956
Interpreti: Maurice Evans (Petruccio), Lilli Palmer (Caterina).
- Ah min hawaa (in arabo آه من حواء‎?)

Regia di Fatin Abdel Wahab
Egitto, 1962
Interpreti: Rushdy Abaza, Lobna Abdel Aziz
- La bisbetica domata (The Taming of the Shrew)

regia Franco Zeffirelli
interpreti Richard Burton (Petruccio), Elizabeth Taylor (Caterina), Michael York (Lucenzio).
USA/Italia, col. 1967; durata: 122'
- Il bisbetico domato

Regia di Castellano e Pipolo
Interpreti: Adriano Celentano (Elio Codogno), Ornella Muti (Lisa Silvestri), Pippo Santonastaso (don Cirillo)
Italia, 1980
- 10 cose che odio di te

Regia di Gil Junger
Interpreti- Heath Ledger: Patrick Verona (Petruccio), Julia Stiles: Kat Stratford (Caterina)
USA, 1999
- La bisbetica domata (Poskromienie złośnicy) – film diretto da  (2022)The Taming of the Shrew)

regia Anna Wieczur-Bluszcz
interpreti Magdalena Lamparska, Mikolaj Roznerski
Polonia, col. 2022; durata: 112'

### Cimbelino
- Cimbelino

Regia di P. Ticker
Interpreti: Gail Chugg (Cimbelino), Rebecca Engle (Imogene).
USA, 1981

### Come vi piace
- As You Like It Trad. Lett: (Come vi piace)

Regia Kenean Buel
Interpreti: Gene Gauntier (Rosalinda)
USA, 1908 Prima versione della commedia per lo schermo
- As You Like It Trad. Lett: (Come vi piace)

Regia James Stuart Blackton, Charles Kent e James Young
Interpreti: Rose Coghlan (Rosalinda), Maurice Costello (Orlando), Rosemary Theby (Celia).
USA, 1912
- Come vi piace (As You Like It)

Regia Paul Czinner
Interpreti: Elisabeth Bergner (Rosalinda), Laurence Olivier (Orlando), Leon Quartermaine (Jaques), Sophie Stewart (Celia).
GB, 1936
- Come vi piace (As You Like It)

Regia di Michael Elliott (film TV)
Interpreti: Vanessa Redgrave (Rosalinda), David Buck (Orlando), Patrick Allen (Duca), Patrick Wymark (Touchstone).
GB, 1963
- Come vi piace (As You Like It)

Regia di Christine Edzard
Interpreti: Emma Croft (Rosalind), Andrew Tiernan (Orlando/Oliver), James Fox (Jaques), Cyril Cusack (Adam)-
GB, 1992
- As You Like It - Come vi piace (As You Like It)

Regia di Kenneth Branagh
Interpreti: Bryce Dallas Howard (Rosalind), David Oyelowo (Orlando), Kevin Kline (Jaques), Alfred Molina (Touchstone).
US, 2006

### Coriolano
- Coriolano: eroe senza patria

Regia di G. Ferroni
Interpreti: Gordon Scott (Coriolano), Lilla Brignone (Volumnia), Alberto Lupo (Sicilio).
Italia-Francia, 1963
- Coriolanus

Regia di W. Leach
Interpreti: Morgan Freeman (Coriolano), Gloria Footer (Volumnia), Earle Hyman (Cominio).
USA, 1979
- Coriolanus

Regia di Ralph Fiennes
Interpreti: Ralph Fiennes (Coriolano), Gerard Butler (Tullus Aufidius), Vanessa Redgrave (Volumnia), Brian Cox, (Menenius)
UK, 2011

### La dodicesima notte
- Twelfth Night, regia di Eugene Mullin e Charles Kent. Film muto con Julia Swayne Gordon (Olivia), Charles Kent (Malvolio), Florence Turner (Viola), Edith Storey (Sebastian), Tefft Johnson (Orsino), Marin Sais (Maria), William Humphrey (Sir Toby Belch), James Young (Sir Andrew Aguecheek). USA, 1910
- La dodicesima notte (Dvenadtsataya Noch), regia di J. Fried. Con Anna Larionova (Olivia), Anna Lisyanskaya (Maria), Vadim Medvedev (Orsino), Vasili Merkuryev (Malvolio), Katya Luchko (Viola/Sebastian). URSS, 1956
- Che notte, ragazzi! (1966)
- Eros Perversion, regia e adattamento di Ron Wertheim, Musical erotico ispirato alla commedia. Italia, 1979.
- La dodicesima notte, regia di Trevor Nunn. Con Imogen Stubbs (Viola), Helena Bonham Carter (Olivia), Toby Stephens (Orsino), Mel Smith (Sir Toby), Richard E. Grant (Sir Andrew), Ben Kingsley (Feste) e Nigel Hawthorne (Malvolio). Gran Bretagna e Irlanda, 1996
- She's the Man (2005)
- Nel film Shakespeare in Love esiste un riferimento alla dodicesima notte, verso la fine del film, quando la regina Elisabetta I (Judi Dench) chiede a William Shakespeare (Joseph Fiennes) di scrivere una commedia per il giorno dell'Epifania: inoltre Gwyneth Paltrow, che impersona la protagonista femminile, si chiama Viola, come l'eroina della dodicesima notte. Il poeta dichiara allora di far vivere la donna amata che nel frattempo deve andare nel nuovo mondo come protagonista della sua nuova commedia.

### Enrico IV
- Belli e dannati (My Own Private Idaho) di Gus Van Sant con Keanu Reeves e River Phoenix, USA 1991

### Enrico V
- Enrico V (The Chronicle History of King Henry the Fift with His Battell Fought at Agincourt in France)

regia Laurence Olivier
Interpreti: Laurence Olivier (Enrico V), Renée Asherson (principessa Caterina), Robert Newton (Pistola), Felix Ailmer (arcivescovo di Canterbury).
GB, 1944, col.; durata: 137', Premio Oscar 1946: Oscar speciale
- Falstaff (Campanadas de medianoche - Chimes at Midnight)

regia Orson Welles, sceneggiatura Orson Welles, da Riccardo II, Enrico IV (parte I e II), Enrico V, Le allegre comari di Windsor
interpreti Orson Welles, Keith Baxter, John Gielgud, Jeanne Moreau, Marina Vlady, Walter Chiari, Beatrice Welles.
Spagna/Svizzera, 1966; durata: 119'
- Enrico V (Henry V)

regia e sceneggiatura Kenneth Branagh
Interpreti: Kenneth Branagh (Enrico V), Paul Scofield (Carlo VI), Robbie Coltrane (Falstaff), Emma Thompson (Caterina).
GB, 1989, col.; durata: 136'
- Il Re

### Giulio Cesare
- Julius Caesar

regia di Allen Ramsey
USA, 1913
- Caius Julius Caesar (film 1914)

regia di Enrico Guazzoni
interpreti: Amleto Novelli (Giulio Cesare), Antonio Nazzari (Bruto), Gianna Terribili-Gonzales, Lia Orlandini, Bruto Castellani.
Italia, 1914
- Giulio Cesare (Julius Caesar)

regia e sceneggiatura Joseph L. Mankiewicz
interpreti: Marlon Brando (Marco Antonio), James Mason (Bruto), John Gielgud (Cassio) Louis Calhern (Giulio Cesare)
USA, 1953, Premio Oscar 1953: miglior scenografia. Festival di Locarno 1953: Pardo d'oro
- Cesare deve morire

regia e sceneggiatura Paolo e Vittorio Taviani
Italia 2012

### Macbeth
- Macbeth

regia James Stuart Blackton;
interpreti William V. Ranous
USA, 1908
- Macbeth

regia Orson Welles;
interpreti Orson Welles, Jeanette Nolan.
USA, 1948
- Il trono di sangue

regia di Akira Kurosawa
interpreti- Toshirō Mifune: Taketori Washizu (Macbeth), Isuzu Yamada: Asaji Washizu (Lady Macbeth)
Giappone, 1957
- Macbeth

regia Roman Polański
colonna sonora Music from Macbeth della Third Ear Band;
interpreti John Finch (Macbeth), Francesca Annis (Lady Macbeth)
GB, 1971, col.; durata: 140'
- Uomini d'onore (Men of Respect)

regia William Reilly
interpreti: John Turturro, Lilia Skala, Rod Steiger, Peter Boyle, Dennis Farina, Katherine Borowitz, Steven Wright, Stanley Tucci.
USA, 1991. Durata: 113'
- Macbeth - La tragedia dell'ambizione (Macbeth)

regia Geoffrey Wright
interpreti: Sam Worthington, Lachy Hulme, Victoria Hill, Steve Bastonie.
AUS, 2006. Durata: 109'
- Macbeth, regia di Justin Kurzel (2015)

- Macbeth Neo Film Opera, regia di Daniele Campei (2017)

- Macbeth, regia di Ethan Coen (2021)

### Il mercante di Venezia
- Le Miroir de Venise – Une mésaventure de Shylock (tratto dal Mercante di Venezia)

Regia di Georges Meliès
Francia, 1901
- Il mercante di Venezia

Regia di Gerolamo Lo Savio
Interpreti: Ermete Novelli (Shylock), Francesca Bertini (Porzia).
Italia, 1910
- The Merchant of Venice

Regia di Phillips Smalley e Lois Weber
Interpreti: Phillips Smalley (Shylock), Lois Weber (Portia), Rupert Julian (Antonio), Douglas Gerrard (Bassanio)
USA, 1914
- Il mercante di Venezia (Der Kaufmann von Venedig)

Regia di Peter Paul Felner
Interpreti: Werner Krauss (Shylock), Henny Porten (Porzia), Carl Ebert (Antonio), Harry Liedtke (Bassanio).
Germania, 1923
- Il mercante di Venezia (Le marchand de Venise)

Regia di Pierre Billon
Interpreti: Michel Simon (Shylock), Massimo Serato (Antonio), Andrée Debar (Porzia), Armando Francioli (Bassanio), Giorgio Albertazzi (Lorenzo).
Italia-Francia, 1953
- Il mercante di Venezia (The Merchant of Venice) (film per la televisione)

Regia di John Sichel
USA, 1973
- The Merchant of Venice (film per la televisione)

Regia di Jack Gold
Inghilterra, 1980
- Il mercante di Venezia (The Merchant of Venice)

regia Michael Radford
interpreti Al Pacino, Jeremy Irons, Joseph Fiennes, Lynn Collins, Allan Corduner
USA, 2004

### Misura per misura
- Dente per dente

Regia di Marco Elter
Interpreti: Carlo Tamberlani, Caterina Boratto, Osvaldo Genazzani, Memo Benassi, Lamberto Picasso, Amelia Chellini, Claudio Ermelli, Cesco Baseggio.
Italia, 1943

### Molto rumore per nulla
- Much Ado About Nothing

Regia di Phillips Smalley
Interpretato da Pearl White e Chester Barnett;
USA, 1913
- Molto rumore per nulla

Regia di George More O'Ferrall
Interpretato da Margaretta Scott e Henry Oscar;
GB, 1937
- Molto rumore per nulla

Regia di Connie Rasinski
USA, 1940
- Molto rumore per nulla - film TV

Regia di Alan Cooke
Interpretato da Frank Finlay, Maggie Smith, Derek Jacobi, Ronald Pickup, Michael Gambon, Robert Stephens e Christopher Timothy.
Nel cast tecnico figurava anche Franco Zeffirelli, che ne aveva diretto la regia teatrale.
GB, 1967
- Molto rumore per nulla (film 1973) (Mnogo shuma iz nichego)

Regia di Samson Samsonov
Russia, 1973
- Molto rumore per nulla - film TV

Regia di Nick Havinga
Interpretato da Barnard Hughes e Sam Waterston
GB, 1973
- Molto rumore per nulla - film TV

Regia di Donald McWhinnie
Interpretato da Nigel Davenport
USA/GB, 1978
- Molto rumore per nulla - film TV

Regia di Stuart Burge
Prodotto dalla BBC
GB, 1984
- Molto rumore per nulla

Regia di Peter Moss
Canada, 1987
- Molto rumore per nulla

Regia di Kenneth Branagh
Interpretato da Emma Thompson, Denzel Washington, Kenneth Branagh, Michael Keaton, Keanu Reeves, Imelda Staunton, Phyllida Law e Kate Beckinsale.
Il film ha collezionato diversi premi tra cui una nomination al BAFTA e al Golden Globe.
GB/USA, 1993
- Much Ado About Nothing - film TV

Regia di Brian Percival
Prodotto dalla BBC
Interpretato da Sarah Parish, Damian Lewis e Billie Piper.
GB, 2005

### Otello
- O come Otello

### Pene d'amor perdute
- Pene d'amor perdute (Love's Labour's Lost)

regia Kenneth Branagh;
interpreti Kenneth Branagh, Alicia Silverstone, Matthew Lillard, Adrian Lester
GB/USA, 1999, col.; durata: 95'

### Re Lear
- King Lear

Co-regia James Stuart Blackton e William V. Ranous
Interpreti: William V. Ranous (re Lear), Julia Swayne Gordon (Cordelia), Maurice Costello, Julia Arthur, Edith Storey, Mary Fuller
USA, 1909
- King Lear

Regia Ernest C. Warde
Interpreti: Frederick Warde (re Lear), Lorraine Huling (Cordelia)
USA, 1916
- The Jewish King Lear - Der Yidishe Kenig Lir

Regia di H. Thomashefsky
Interpreti: Maurice Krohner (Lear), Jeannette Paskewitsch.
USA, 1935
- La lancia che uccide (Broken Lance). Tratto da Re Lear

Regia di Edward Dmytryk
Interpreti: Spencer Tracy (Matt Devereaux), Robert Wagner (Joe Devereaux), Jean Peters (Barbara), Richard Widmark (Ben Devereaux).
USA, 1954
- Re Lear (Karol' Lir)

regia e sceneggiatura Grigorij Michajlovič Kozincev, musica Dmitrij Šostakovič;
interpreti Jüri Järvet, Valentina Shendrikova, Elza Radzina, Galina Volchek, Regimantas Adomaitis
URSS, 1970; durata: 139';
- Re Lear (King Lear)

regia e sceneggiatura Peter Brook;
interpreti Paul Scofield (Re Lear), Annalise Gabold (Cordelia), Irene Worth (Goneril), Susan Engel (Regan), Alan Webb (il conte di Gloucester)
GB/Danimarca, 1970; durata: 137';
- Ran

regia e montaggio Akira Kurosawa, sceneggiatura Akira Kurosawa, Hideo Oguni,
interpreti Tatsuya Nakadai, Akira Terao
Giappone/Francia, 1980, col.; durata: 163'; British Academy of Film and Television Arts Awards 1980: miglior film straniero
- Re Lear (King Lear)

regia Jean-Luc Godard;
interpreti Julie Delpy, Peter Sellars, Woody Allen, Leos Carax, Burgess Meredith, Molly Ringwald
Bahamas/USA, 1987, col.; durata: 90'
- King Lear (King Lear)

regia Brian Blessed e Tony Rotherham;
interpreti Brian Blessed, Hildegarde Neil, Jason Riddington, Claire Laurie
Regno Unito, 1999, col.; durata: 190'

### Riccardo III
L'attore più famoso che interpretò questo ruolo in tempi recenti fu Sir Laurence Olivier nel suo film del 1955.
La versione di Sellers di A Hard Day's Night fu messa in scena nello stile di Olivier come Riccardo III. La prima serie della commedia televisiva della BBC Blackadder è parodia in parte del film di Olivier.
Più recentemente, Riccardo III è stato portato sullo schermo da Sir Ian McKellen (1995) in una versione abbreviata ambientata in un'Inghilterra fascista degli anni 1930, e da Al Pacino in un documentario del 1996, Looking for Richard (Riccardo III - Un uomo, un re). Nel film del 1976 Goodbye amore mio!, il personaggio interpretato da Richard Dreyfuss è un attore che da un'interpretazione memorabile di un Riccardo omosessuale in una versione gay dell'opera.

### Romeo e Giulietta
Esistono oltre quaranta versioni cinematografiche del racconto, con la prima nel 1900. 
La versione del 1936 fu una tra le più importanti tra i Classici di Hollywood. Thalberg non badò a spese, e propose sua moglie, Norma Shearer, nella parte principale. Romeo era interpretato da Leslie Howard, John Barrymore era Mercutio, e Andy Devine era Pietro, il servo dei Capuleti. Il musical West Side Story, ispirato a Romeo e Giulietta con le musiche di Leonard Bernstein, vinse 10 Oscar. Nel 1968 Franco Zeffirelli diresse il film che vinse due oscar.
Abel Ferrara trasse dalla tragedia il suo film China Girl;
Il film del 1996 Romeo + Juliet, diretto da Baz Luhrmann diede un'inversione di tendenza. Nonostante l'ambientazione estremamente forzata (si svolge a Verona beach, tra gangster e luci al neon) il testo è mantenuto nella sua forma integrale, con trovate sceniche e una direzione degli attori impeccabile, nello spirito delle interpretazioni teatrali più puriste. Nei ruoli di Romeo e Giulietta figurano Leonardo DiCaprio e Claire Danes. DiCaprio ricevette l'Orso d'argento al Festival Internazionale del Cinema di Berlino.

### Sogno di una notte di mezza estate
1909 - A Midsummer Night's Dream (Sogno di una notte di mezza estate)

Regia di J. S. Blackton, C. Kent

Interpreti: William V. Ranous (Bottom), Maurice Costello (Lisandro), Walter Ackerman (Demetrio), Julia Swayne Gordon (Elena).

USA
1914 - Ein Sommernachtstraum in unserer Zeit

Regia di Stellan Rye

Interpreti: Grete Berger (Puck); Carl Clewing (Lisandro); Jean Ducret; Anni Mewes; Grete Reinwald; Hanni Reinwald; Otto Reinwald; Ida Winter

Germania
1935 - Sogno di una notte di mezza estate
Diretto da Max Reinhardt e William Dieterle, prodotto da Henry Blanke e adattato da Charles Kenyon e Mary C. McCall Jr.

Il cast comprendeva James Cagney in veste di Bottom, Mickey Rooney nella parte di Puck, Olivia de Havilland nel ruolo di Hermia, Joe E. Brown nella parte di Francis Flute, Dick Powell in Lisandro e Victor Jory nel ruolo di Oberon.

Alcune delle musiche erano di Mendelssohn, ma riarrangiate da Korngold. La coreografia delle fate era di Bronislava Nijinska.
Il film vinse due Academy Awards:
- Miglior Cinematografia - Hal Mohr
- Miglior montaggio - Ralph Dawson

Fu candidato quale:
- Miglior film - Henry Blanke, produttore
- Miglior aiuto-regista - Sherry Shourds

In particolare, Hal Mohr non ricevette alcuna candidatura; vinse l'Oscar grazie ad un vasto voto di sostegno. L'anno seguente Academy of Motion Picture Arts and Sciences dichiarò che non avrebbe accettato candidature ai premi per iscritto. 
Il film si distinse per la particolare sceneggiatura.
1958 - Sogno di una notte di mezza estate (A Midsummer Night's Dream)

Regia di R. Cartier.

Interpreti: Natasha Parry (Titania), John Justin (Oberon), Paul Rogers (Bottom), David Oxley (Lisandro), Christine Finn (Ermia), Eric Lander (Demetrio)

GB
1964 Sogno di una notte di mezza estate (A Midsummer Night's Dream)

Regia di J. Kemp-Welch.

Interpreti: Benny Hill (Bottom), John Fraser (Lisandro), Maureen Beck (Ermina), Clifford Elkin (Demetrio), Jill Bennett (Elena), Anna Massey (Titania), Peter Wyngarde (Oberon), Tony Tanner (Puck).
 film TV 
GB
1968 - A Midsummer Night's Dream

Diretto da Peter Hall.

Il cast comprendeva Paul Rogers nel ruolo di Bottom, Ian Holm nel ruolo di Puck, Diana Rigg nella parte di Elena, Judi Dench (Titania), Ian Richardson (Oberon), David Warner (Lisandro), Michael Jayston (Demetrio), Helen Mirren (Ermina).

Questo film si basa sulla famosa produzione di Hall della Royal Shakespeare Company, che a quel tempo era considerata d'avanguardia, ma oggi appare molto datata, con minigonne e le sfumature psichedeliche degli anni sessanta. Titania e le fate indossavano body.
1982 - Sogno di una notte di mezza estate (A Midsummer Night's Dream)

Regia di J. Lapine, E. Ardolino.

Interpreti: Diane Venora (Ippolita), James Hurdle (Teseo), Michele Shay (Titania), William Hurt (Oberon), Jeffrey DeMunn (Bottom), Marcel Rosenblatt (Puck).

USA film TV
1982 - Una commedia sexy in una notte di mezza estate (A Midsummer Night's Sex Comedy)

Regia di Woody Allen

Interpreti: Woody Allen (Andrew), Mia Farrow (Ariel), Mary Steenburger (Adrian), José Ferrer (Leopold).

USA
1983 - Sogno di una notte d'estate

Regia Gabriele Salvatores.

Interpreti Gianna Nannini (Titania), Flavio Bucci (Oberon), Alberto Lionello (Teseo), Erica Blanc (Ippolita), Luca Barbareschi (Lisandro), Giuseppe Cederna (Demetrio), Alessandro Haber (Egeo).

Italia, col.; durata: 104'
1984 - Sogno di una notte di estate (Sueño de una noche de verano)

Regia di C. Corondano.

Interpreti: Lindsay Kemp (Puck), Manuela Vargas (Ippolita), The Incredible Orlando (Titania).

GB-Spagna film TV
1996 - Sogno di una notte di mezza estate

Diretto da Adrian Noble.

Il cast comprendeva Desmond Barrit nel ruolo di Bottom, Finbar Lynch in quello di Puck, Alex Jennings interpretava Oberon/Theseus, Lindsay Duncan il doppio ruolo di Titania/Hippolita, Monica Dolan (Ermina), Kevin Doyle (Demetrio), Daniel Evans (Lisandro), Emily Raymond (Elena).

Questo film si basa sulla popolare realizzazione di Noble Royal Shakespeare Company. Il progetto artistico è eccentrico, e rappresenta una foresta di lampadine galleggianti e la dimora di Titania è un enorme ombrello.
1999 - Sogno di una notte di mezza estate

Scritto e diretto da Michael Hoffman.

Il cast era formato da Kevin Kline nel ruolo di Bottom, Michelle Pfeiffer nel ruolo di Titania, Sophie Marceau nel ruolo di Ippolita, Rupert Everett nel ruolo di Oberon e Calista Flockhart in quello di Elena.

Questo adattamento trasferisce il luogo in cui si svolge la commedia in Toscana alla fine del XIX secolo.

### La Tempesta
Il film di fantascienza del 1956 Il pianeta proibito fu ispirato da quest'opera, specialmente per quanto riguarda le caratteristiche (ma non i nomi) di molti dei personaggi; la storia, però, rimpiazza Calibano con un Mostro dall'Id ed Ariel con Robby il robot. Il film Serenity di Joss Whedon riprese molti dei temi, e qualche nome, sia da Il pianeta proibito che da La tempesta: in special modo, l'esplorazione dell'ambito giusto per il controllo delle altre persone. Fu ispirato da quest'opera anche un episodio di Star Trek del 1968, intitolato Requiem for Methuselah. Derek Jerman ha diretto una nuova versione cinematografica della commedia nel 1979, The Tempest. Un impertinente adattamento musicale del 1990, intitolato Il ritorno al pianeta proibito, mescolò con successo la trama del film con altri personaggi e dialoghi di Shakespeare. Il film Tempest del 1982, diretto da Paul Mazursky, è una commedia liberamente ispirata a quest'opera (vi recitano John Cassavetes, Gena Rowlands, Raul Julia, Susan Sarandon e Molly Ringwald). Nel 1989 Per Åhlin realizza un lungometraggio animato liberamente tratto dalla commedia dal titolo La tempesta di Shakespeare. Nel 1991, Peter Greenaway ha diretto L'ultima tempesta (Prospero's books), un adattamento cinematografico in cui Prospero recita tutte le battute. Nel 2010 esce il film The Tempest diretto da Julie Taymor nel quale il personaggio di Prospero è interpretato da una donna, Helen Mirren. La stoffa dei sogni è un film del 2016, liberamente tratto da La tempesta di Shakespeare; il titolo stesso è un fulgido riferimento alle parole di Prospero proferite nella prima scena del quarto atto.

### Tito Andronico
- Titus (Titus Andronicus)

regia Julie Taymor;
interpreti Anthony Hopkins, Jessica Lange, Jonathan Rhys Meyers, Laura Fraser
GB, 1999, col.; durata: 105'

### Tutto è bene quel che finisce bene
- Tutto è bene quel che finisce bene (All's Well That Ends Well)

Regia di C. Watham (r.t. John Barton)
Interpreti: Ian Richardson (Bertram), Lynn Farleigh (Elena), Catherine Lacey (Contessa di Rossiglione).
GB, 1968
- Tutto è bene quel che finisce bene (All's Well That Ends Well)

Regia di W. Leach
Interpreti: Marc Linn (Bertram), Pamela Reed (Elena), Elizabeth Wilson (Contessa), Larry Pines (Parolles)
USA, 1978

### Elenco completo di tutti gli adattamenti in costruzione
| Anno                    | Film                                   | Opera                                                               | Note                                                        |                |
| ----------------------- | -------------------------------------- | ------------------------------------------------------------------- | ----------------------------------------------------------- | -------------- |
| 1898                    | Macbeth                                | Macbeth                                                             | Cortometraggio                                              |                |
| 1899                    | King John                              | Re Giovanni                                                         | Cortometraggio                                              |                |
| 1900                    | Romeo and Juliet                       | Romeo e Giulietta                                                   | Cortometraggio                                              |                |
| 1900                    | Le duel d'Hamlet                       | Amleto                                                              | Cortometraggio                                              |                |
| 1905                    | Duel Scene from Macbeth                | Macbeth                                                             | Cortometraggio                                              |                |
| 1905                    | The Tempest                            | La tempesta                                                         | Cortometraggio                                              |                |
| 1906                    | Othello                                | Otello                                                              | Cortometraggio                                              |                |
| 1907                    | Hamlet, Prince of Denmark              | Amleto                                                              | Cortometraggio                                              |                |
| 1908                    | Romeo e Giulietta                      | Romeo e Giulietta                                                   | Cortometraggio                                              |                |
| 1908                    | Othello                                | Otello                                                              | Cortometraggio                                              |                |
| 1908                    | Macbeth                                | Macbeth                                                             | Cortometraggio                                              |                |
| 1908                    | Amleto                                 | Amleto                                                              | Cortometraggio                                              |                |
| 1908                    | Romeo and Juliet                       | Romeo e Giulietta                                                   | Cortometraggio                                              |                |
| 1908                    | Romeo and Juliet                       | Romeo e Giulietta                                                   | Cortometraggio                                              |                |
| 1908                    | Hamlet                                 | Amleto                                                              | Cortometraggio                                              |                |
| 1908                    | As You Like It                         | Come vi piace                                                       | Cortometraggio                                              |                |
| 1908                    | Richard III                            | Riccardo III                                                        | Cortometraggio                                              |                |
| 1908                    | The Tempest                            | La tempesta                                                         | Cortometraggio                                              |                |
| 1908                    | Antony and Cleopatra                   | Antonio e Cleopatra                                                 | Cortometraggio                                              |                |
| 1908                    | The Taming of the Shrew                | La bisbetica domata                                                 | Cortometraggio                                              |                |
| 1908                    | Julius Caesar                          | Giulio Cesare                                                       | Cortometraggio                                              |                |
| 1908                    | The Merchant of Venice                 | Il mercante di Venezia                                              | Cortometraggio                                              |                |
| 1908                    | Othello                                | Otello                                                              | Cortometraggio                                              |                |
| 1908                    | La bisbetica domata                    | La bisbetica domata                                                 | Cortometraggio                                              |                |
| 1908                    | Amleto                                 | Amleto                                                              | Cortometraggio                                              |                |
| 1909                    | Othello                                | Otello                                                              | Cortometraggio                                              |                |
| 1909                    | Otello                                 | Otello                                                              | Cortometraggio                                              |                |
| 1909                    | King Lear                              | Re Lear                                                             | Cortometraggio                                              |                |
| 1909                    | Othello                                | Otello                                                              | Cortometraggio                                              |                |
| 1909                    | Romeo Turns Bandit                     | Romeo e Giulietta                                                   | Cortometraggio                                              |                |
| 1909                    | Macbeth                                | Macbeth                                                             | Cortometraggio                                              |                |
| 1909                    | Macbeth                                | Macbeth                                                             | Cortometraggio                                              |                |
| 1909                    | A Midsummer Night's Dream              | Sogno di una notte di mezza estate                                  | Cortometraggio                                              |                |
| 1909                    | Romeo und Julia                        | Romeo e Giulietta                                                   | Cortometraggio                                              |                |
| 1909                    | Othello, ou 'Le more de Venise'        | Otello                                                              | Cortometraggio                                              |                |
| 1909                    | Le songe d'une nuit d'été              | Sogno di una notte di mezza estate                                  | Cortometraggio                                              |                |
| 1910                    | Shin hamuretto                         | Amleto                                                              | Cortometraggio                                              |                |
| 1910                    | Twelfth Night                          | La dodicesima notte                                                 | Cortometraggio                                              |                |
| 1910                    | Cleopatra                              | Antonio e Cleopatra                                                 | Cortometraggio                                              |                |
| 1910                    | Midsummer Night's Dream                | Sogno di una notte di mezza estate                                  | Cortometraggio                                              |                |
| 1910                    | The Winter's Tale                      | Il racconto d'inverno                                               | Cortometraggio                                              |                |
| 1910                    | King Lear                              | Re Lear                                                             | Cortometraggio                                              |                |
| 1910                    | The Merry Wives of Windsor             | Le allegre comari di Windsor                                        | Cortometraggio                                              |                |
| 1910                    | King Lear                              | Re Lear                                                             | Cortometraggio                                              |                |
| 1910                    | Hamlet                                 | Amleto                                                              | Cortometraggio                                              |                |
| 1910                    | Amleto                                 | Amleto                                                              |                                                             |                |
| 1910                    | 1911                                   | Il mercante di Venezia                                              | Il mercante di Venezia                                      | Cortometraggio |
| Henry VIII              | 1911                                   | Enrico VIII                                                         | Cortometraggio                                              |                |
| Hamlet                  | 1911                                   | Amleto                                                              |                                                             |                |
| Julius Caesar           | 1911                                   | Giulio Cesare                                                       | Cortometraggio                                              |                |
| The Taming of the Shrew | 1911                                   | La bisbetica domata                                                 | Cortometraggio                                              |                |
| Macbeth                 | 1911                                   | Macbeth                                                             | Cortometraggio                                              |                |
| Falstaff                | 1911                                   | Enrico IV, parte I Enrico IV, parte II Le allegre comari di Windsor | Cortometraggio                                              |                |
| Richard III             | 1911                                   | Riccardo III                                                        | Cortometraggio                                              |                |
| Romeo and Juliet        | 1911                                   | Romeo e Giulietta                                                   | Cortometraggio                                              |                |
| The Tempest             | 1911                                   | La tempesta                                                         | Cortometraggio                                              |                |
| La mégère apprivoisée   | 1911                                   | La bisbetica domata                                                 |                                                             |                |
| 1912                    | Romeo and Juliet                       | Romeo e Giulietta                                                   | Cortometraggio                                              |                |
| 1912                    | Indian Romeo and Juliet                | Romeo e Giulietta                                                   | Cortometraggio liberamente tratto dall'opera di Shakespeare |                |
| 1912                    | Cardinal Wolsey                        | Enrico VIII                                                         | Cortometraggio                                              |                |
| 1912                    | For aabent Tæppe                       | Otello                                                              | Cortometraggio                                              |                |
| 1912                    | The Merchant of Venice                 | Il mercante di Venezia                                              | Cortometraggio                                              |                |
| 1912                    | As You Like It                         | Come vi piace                                                       |                                                             |                |
| 1912                    | The Life and Death of King Richard III | Riccardo III                                                        | Cortometraggio                                              |                |
| 1912                    | The Tempest                            | La tempesta                                                         | Cortometraggio                                              |                |
| 1913                    | Julius Caesar                          | Giulio Cesare                                                       | Cortometraggio                                              |                |
| 1913                    | Saty delaji cloveka                    | Molto rumore per nulla                                              |                                                             |                |
| 1913                    | Shylock                                | Il mercante di Venezia                                              | Cortometraggio                                              |                |
| 1913                    | Cymbeline                              | Cimbelino                                                           | Cortometraggio                                              |                |
| 1913                    | The Iron Fist                          | Otello                                                              |                                                             |                |
| 1913                    | The Taming of the Shrew                | La bisbetica domata                                                 |                                                             |                |
| 1913                    | Hamlet                                 | Amleto                                                              |                                                             |                |
| 1913                    | Antony and Cleopatra                   | Antonio e Cleopatra                                                 |                                                             |                |
| 1913                    | Macbeth                                | Macbeth                                                             |                                                             |                |
| 1913                    | A Midsummer Night's Dream              | Sogno di una notte di mezza estate                                  | Cortometraggio                                              |                |